# 坂井裕一
坂井 裕一（さかい ゆういち、1956年8月8日-  ）は、日本の俳優、歌手。

## 来歴・人物
甘いマスク、185cmの長身を生かしたダイナミックな演技を武器に俳優として活動。
- 1980年、フジテレビ系列連続ドラマ「ピーマン白書」に出演。主人公の杉並八中3年3組担任教師の夏目三太郎を演じるが、この番組は初回の視聴率が5%台に低迷し、第2回からは2%台とさらに下落し、放送開始から1ヶ月で番組の打ち切りが決定し、全26回放送の予定が6回で打ち切られた（第5回の翌週に最終回となる第9回を放送、第6 - 8回は未放映となった）[1]。
- 打ち切りを伝えるスポーツニッポン紙面で「自滅2.6%」の見出しが躍った[2]。記事では「最も惨敗を喫したのがフジ『ピーマン白書』で、土曜の夜8時という“1等地”で第1回=5.3%、2回=2.6%、3回=2.6%とメロメロ」と論評された[3]。
- 放送終了から4ヶ月後となる1981年3月9 - 13日の各日深夜に、第1話の再放送および、本放送時に未放映となった第6 - 8回の初放送、最終回（第9回）の再放送が行われた。

1981年、「俺はおまわり君」「年頃の娘を持てば･･･」にゲスト出演。
歌手としても活動し、1980年、EPICから「カタカナの人生」を発表。B面は「飛び出せ勇気」だった。当時はファンクラブがあり、ファンレターのあて先は東京都渋谷区代々木のビルの一室になっていた。
趣味はドライブで特技はローラースケート。